# Boletin de Minas
«Boletin de Minas» (Журнал з гірничої справи) — науково-виробничий журнал.
Країна видання — Португалія.
Спеціалізація: Гірнича справа.
Рік заснування 1964.
Чисел на рік — 3.